# Warlincourt-lès-Pas
Ne doit pas être confondu avec Warlencourt.
Warlincourt-lès-Pas est une commune française située dans le département du Pas-de-Calais en région Hauts-de-France.
La commune fait partie de la communauté de communes des Campagnes de l'Artois qui regroupe 96 communes et compte 33 141 habitants en 2021.

## Géographie

### Localisation
Localisée dans le sud-est du département du Pas-de-Calais et limitrophe du département de la Somme, Warlincourt-lès-Pas est une commune drainée par la Quilliene et située, à vol d'oiseau, à 12 km à l'est de la commune de Doullens et à 23 km au sud-ouest de la commune d’Arras (aire d'attraction, chef-lieu d'arrondissement et préfecture du Pas-de-Calais).
Le territoire de la commune est limitrophe de ceux de cinq communes, dont une, Lucheux, située dans le département de la Somme.
Les communes limitrophes sont Saulty, Gaudiempré, Grincourt-lès-Pas, Pas-en-Artois et Lucheux.

### Géologie et relief
La superficie de la commune est de 5,19 km2 ; son altitude varie de 105  à   171 mètres.

### Hydrographie
Le territoire de la commune est situé dans le bassin Artois-Picardie.
La commune est traversée par la Quilliene, un cours d'eau de 11,88 km, qui prend sa source dans la commune de Saulty et se jette dans l'Authie au niveau de la commune de Thièvres dans le département de la Somme.

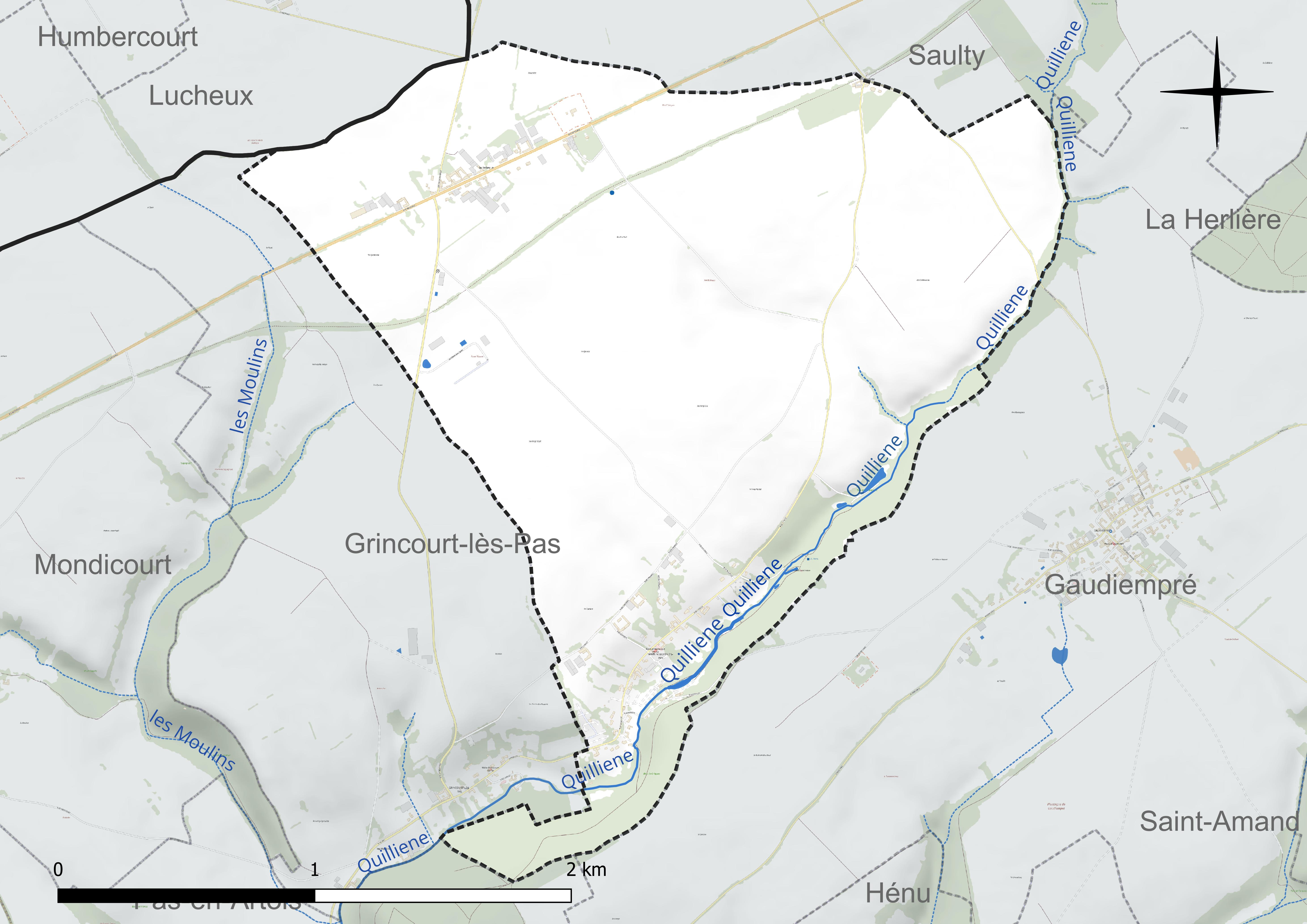
Réseau hydrographique de Warlincourt-lès-Pas.

### Climat
Pour des articles plus généraux, voir Climat des Hauts-de-France et Climat du Nord-Pas-de-Calais.
En 2010, le climat de la commune est de type climat des marges montargnardes, selon une étude du CNRS s'appuyant sur une série de données couvrant la période 1971-2000. En 2020, Météo-France publie une typologie des climats de la France métropolitaine dans laquelle la commune est exposée à un climat océanique et est dans la région climatique Nord-est du bassin Parisien, caractérisée par un ensoleillement médiocre, une pluviométrie moyenne régulièrement répartie au cours de l’année et un hiver froid (3 °C).
Pour la période 1971-2000, la température annuelle moyenne est de 9,9 °C, avec une amplitude thermique annuelle de 14 °C. Le cumul annuel moyen de précipitations est de 863 mm, avec 12,8 jours de précipitations en janvier et 9,4 jours en juillet. Pour la période 1991-2020, la température moyenne annuelle observée sur la station météorologique la plus proche, située sur la commune de Saulty à 5 km à vol d'oiseau, est de 10,4 °C et le cumul annuel moyen de précipitations est de 899,7 mm,. Pour l'avenir, les paramètres climatiques de la commune estimés pour 2050 selon différents scénarios d'émission de gaz à effet de serre sont consultables sur un site dédié publié par Météo-France en novembre 2022.
| Mois                                  | jan.             | fév.             | mars          | avril           | mai             | juin         | jui.           | août           | sep.          | oct.          | nov.          | déc.             | année      |
| ------------------------------------- | ---------------- | ---------------- | ------------- | --------------- | --------------- | ------------ | -------------- | -------------- | ------------- | ------------- | ------------- | ---------------- | ---------- |
| Température minimale moyenne (°C)     | 1,3              | 1,4              | 3,3           | 5,1             | 8               | 10,8         | 12,8           | 13,1           | 10,7          | 7,9           | 4,5           | 1,9              | 6,7        |
| Température moyenne (°C)              | 3,5              | 4                | 6,7           | 9,5             | 12,6            | 15,5         | 17,8           | 18             | 15            | 11,2          | 6,9           | 4                | 10,4       |
| Température maximale moyenne (°C)     | 5,7              | 6,5              | 10,1          | 13,9            | 17,2            | 20,2         | 22,9           | 23             | 19,4          | 14,5          | 9,4           | 6,2              | 14,1       |
| Record de froid (°C) date du record   | −13,6 01.01.1997 | −13,7 07.02.1991 | −9,9 04.03.05 | −3,8 02.04.1996 | −0,9 05.05.1996 | 1 02.06.1991 | 5,5 19.07.1989 | 5,2 05.08.1989 | 2,5 25.09.03  | −4,7 24.10.03 | −8 24.11.1998 | −13,2 29.12.1996 | −13,7 1991 |
| Record de chaleur (°C) date du record | 14,8 09.01.15    | 17,4 24.02.21    | 23,2 31.03.21 | 26,2 15.04.07   | 30,9 27.05.05   | 34 18.06.22  | 39,4 25.07.19  | 37,7 06.08.03  | 33,4 15.09.20 | 28,2 01.10.11 | 19,4 07.11.15 | 14,9 07.12.00    | 39,4 2019  |
| Précipitations (mm)                   | 79,1             | 69,4             | 69,7          | 53              | 66,6            | 71,5         | 77             | 81,3           | 67,3          | 78,6          | 85,1          | 101,1            | 899,7      |

### Paysages
Pour un article plus général, voir Paysage en France.
La commune s'inscrit dans l'est du « paysage du val d’Authie » tel que défini dans l’atlas de paysages de la région Nord-Pas-de-Calais, conçu par la direction régionale de l'Environnement, de l'Aménagement et du Logement (DREAL),. Ce paysage, qui concerne 83 communes, se délimite : au sud, dans le département de la  Somme par le « paysage de l’Authie et du Ponthieu, dépendant de l’atlas des paysages de la Picardie et au nord et à l’est par les paysages du Montreuillois, du Ternois et les paysages des plateaux cambrésiens et artésiens. Le caractère frontalier de la vallée de l’Authie, aujourd’hui entre le Pas-de-Calais et la Somme, remonte au Moyen Âge où elle séparait le royaume de France du royaume d’Espagne, au nord.
Son coteau Nord est net et escarpé alors que le coteau Sud offre des pentes plus douces. À l’Ouest, le fleuve s’ouvre sur la baie d'Authie, typique de l’estuaire picard, et se jette dans la Manche. Avec son vaste estuaire et les paysages des bas-champs, la baie d’Authie contraste avec les paysages plus verdoyants en amont.
L’Authie, entaille profonde du plateau artésien, a créé des entités écopaysagères prononcées avec un plateau calcaire dont l’altitude varie de 100 à 163 m qui s’étend de chaque côté du fleuve. L’altitude du plateau décline depuis le pays de Doullens, à l'est (point culminant à 163 m), vers les bas-champs picards, à l'ouest (moins de 40 m). Le fond de la vallée de l’Authie, quant à lui, est recouvert d’alluvions et de tourbes. L’Authie est un fleuve côtier classé comme cours d'eau de première catégorie où le peuplement piscicole dominant est constitué de salmonidés. L’occupation des sols des paysages de la Vallée de l’Authie est composée pour 70 % en culture.

### Milieux naturels et biodiversité

#### Zone naturelle d'intérêt écologique, faunistique et floristique
L’inventaire des zones naturelles d'intérêt écologique, faunistique et floristique (ZNIEFF) a pour objectif de réaliser une couverture des zones les plus intéressantes sur le plan écologique, essentiellement dans la perspective d’améliorer la connaissance du patrimoine naturel national et de fournir aux différents décideurs un outil d’aide à la prise en compte de l’environnement dans l’aménagement du territoire.
Le territoire communal comprend une ZNIEFF de type 1 : la vallée de la Quillienne, ses vallons adjacents et bois d'Orville, d’une superficie de 2 143 hectares et d'une altitude variant de 65  à   154 mètres. Cette vallée associe des influences thermophiles dans les lisières et sur les pelouses et un caractère psychrophile au niveau des forêts de ravins. Une partie du site est occupée par l’agriculture intensive.

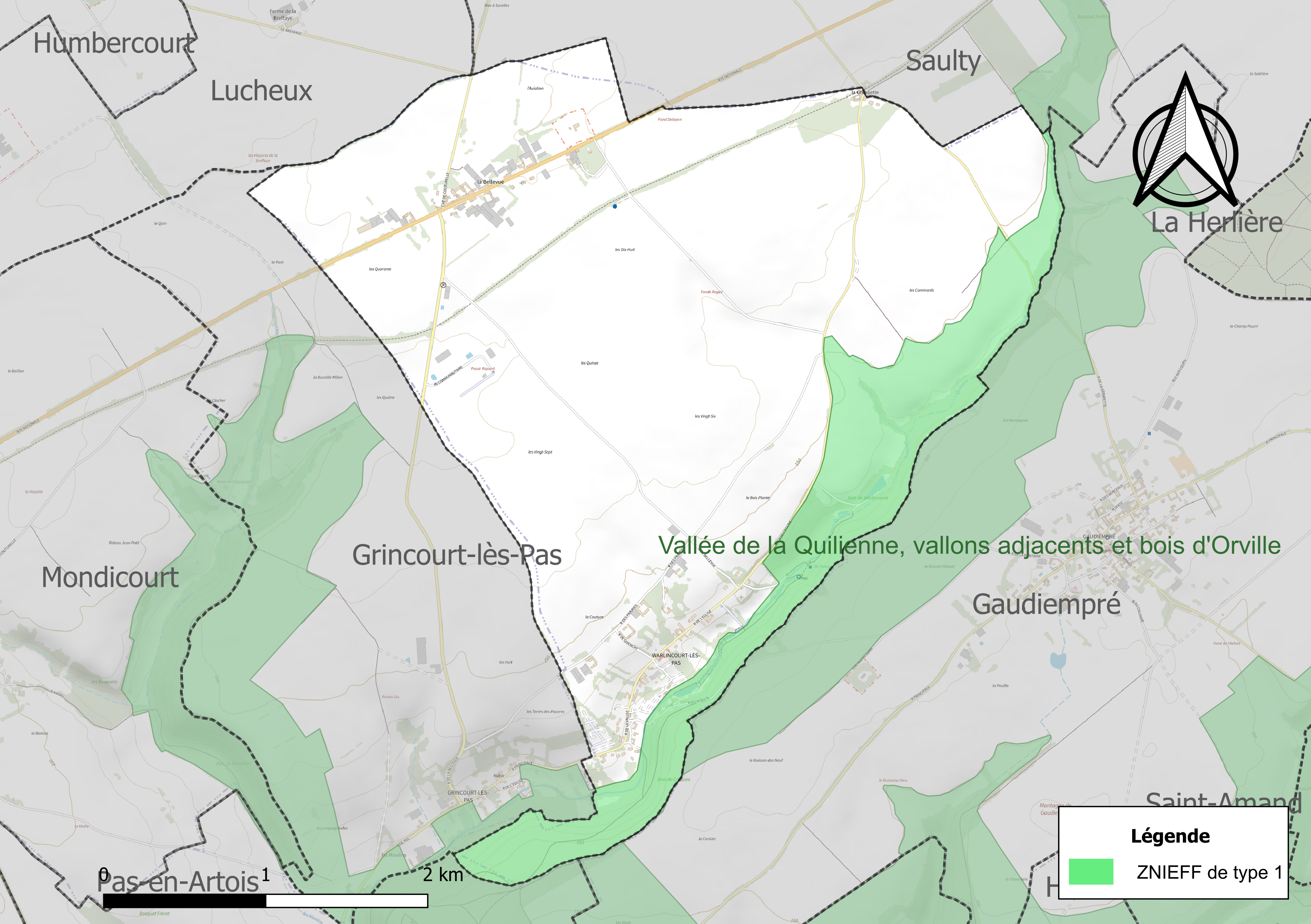
Carte de la ZNIEFF sur la commune.

## Urbanisme

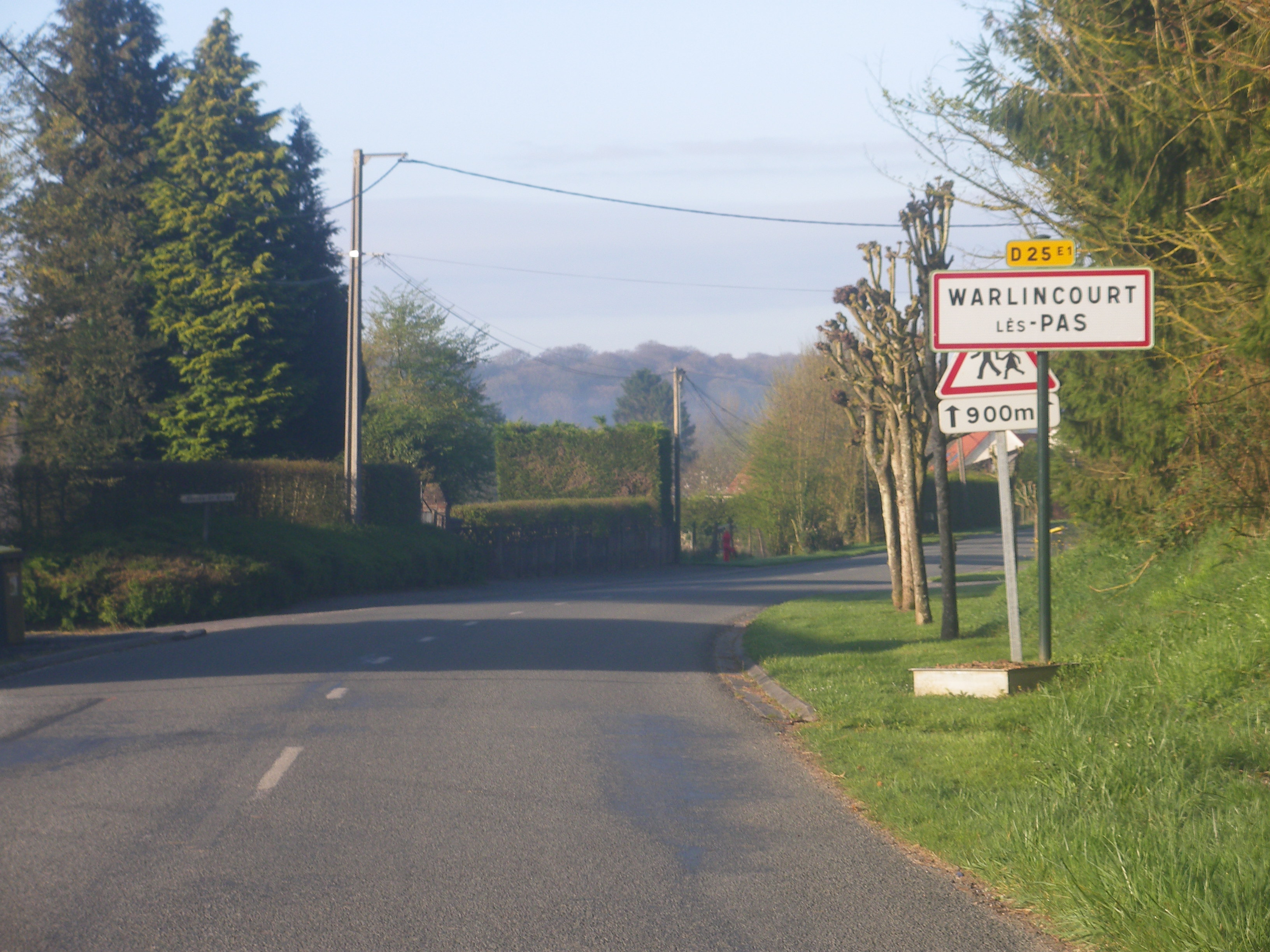
Une entrée de la commune.

### Typologie
Au 1er janvier 2024, Warlincourt-lès-Pas est catégorisée commune rurale à habitat dispersé, selon la nouvelle grille communale de densité à sept niveaux définie par l'Insee en 2022.
Elle est située hors unité urbaine. Par ailleurs la commune fait partie de l'aire d'attraction d'Arras, dont elle est une commune de la couronne,. Cette aire, qui regroupe 163 communes, est catégorisée dans les aires de 50 000 à moins de 200 000 habitants,.

### Occupation des sols
L'occupation des sols de la commune, telle qu'elle ressort de la base de données européenne d’occupation biophysique des sols Corine Land Cover (CLC), est marquée par l'importance des territoires agricoles (90,5 % en 2018), une proportion identique à celle de 1990 (90,5 %). La répartition détaillée en 2018 est la suivante : 
terres arables (69,3 %), prairies (14,4 %), forêts (9,5 %), zones agricoles hétérogènes (6,7 %). L'évolution de l’occupation des sols de la commune et de ses infrastructures peut être observée sur les différentes représentations cartographiques du territoire : la carte de Cassini (XVIIIe siècle), la carte d'état-major (1820-1866) et les cartes ou photos aériennes de l'IGN pour la période actuelle (1950 à aujourd'hui).

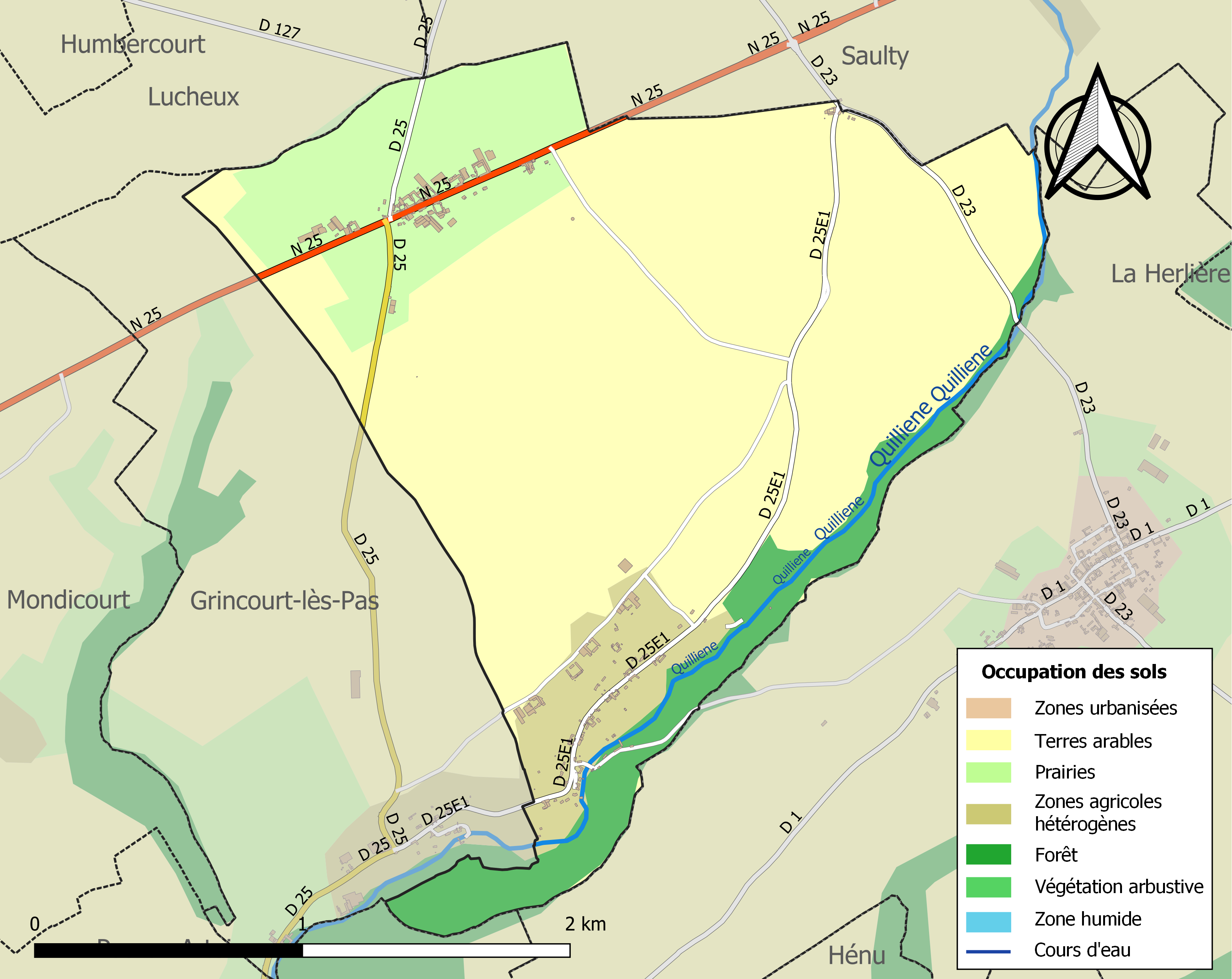
Carte des infrastructures et de l'occupation des sols de la commune en 2018 (CLC).

## Toponymie
Le nom de la localité est attesté sous les formes Wallincortis en 1058 ; Warlaincourt vers 1136 ; Warlaincort vers 1181 ; Wallincourt XIIe siècle ; Waillaincort en 1227 ; Waulaincort en 1241 ; Vuaullaincourt en 1257 ; Wallaincourt en 1262 ; Waulaincourt en 1316 ; Vuallaincourt XIVe siècle ; Wailancourt en 1474 ; Warlincourt lez la ville de Pas en 1507 ; Wallaincourt-en-Saint-Pol en 1515, Warlincourt en 1793 ; Warlincourt et Warlincourt-lès-Pas depuis 1801.
La préposition « lès » permet de signifier la proximité d'un lieu géographique par rapport à un autre lieu. En règle générale, il s'agit d'une localité qui tient à se situer par rapport à une ville voisine plus grande. La commune de Warlincourt indique qu'elle se situe près de Pas-en-Artois.

## Histoire

### Ancien Régime
Avant la Révolution française, Warlincourt était le siège de plusieurs seigneuries dites de Warlincourt. La principale possédait la haute, moyenne et basse justice; plusieurs bâtiments et 40 fiefs en relevaient. Elle était associée à la seigneurie d'Hénu qui fut érigée en comté en août 1722 en faveur de Charles Maximilien de Coupigny, seigeur d'Hénu et de Warlincourt.
Au fil du temps, ont pu être retrouvés différents personnages dits seigneurs de Warlincourt :
- Au XVe siècle, Agneulx de Canteleux, seigneur de Warlincourt, combat et trouve la mort à la bataille d'Azincourt en 1415[21] ;
- Au XVIIe siècle, Renon des Wattines, écuyer, seigneur d'Hénu, Warlincourt et du Bois du Bretz, reçoit le 20 juin 1613, des lettres de chevalerie données à Mariemont[22] ;
- Au XVIIIe siècle, Maximilien Charles de Coupigny, seigneur d'Hénu et de Warlincourt, etc., comte d'Hénu par lettres de 1722[20].

Une autre série de seigneurs les Baudart de Couturelle sont dits seigneurs de Couturelle et de Warlincourt à partir du XVIIe siècle.
- David Baudart de Couturelle (1591-1638), est seigneur de Ramicourt, Warlincourt, Couturelle[23],
- Joseph Baudart de Couturelle, fils de David, est créé chevalier héréditaire en mars 1670[24]. Il est seigneur de Couturelle et Warlincourt[23].
- Gérard-Joseph Baudart de Couturelle, fils de Joseph, est seigneur de Couturelle et de Warlincourt . Il épouse en premières noces Madeleine du Rietz[23].
- Valentine-Françoise-Alexandrine Baudart de Couturelle (1698-1753) est dame de Warlincourt [23].

### Première Guerre mondiale
La commune est titulaire de la croix de guerre 1914-1918 (23 septembre 1920).

## Politique et administration

### Découpage territorial
La commune se trouve dans l'arrondissement d'Arras du département du Pas-de-Calais.

#### Commune et intercommunalités
La commune est membre de la communauté de communes des Campagnes de l'Artois.

#### Circonscriptions administratives
La commune est rattachée au canton d'Avesnes-le-Comte.

#### Circonscriptions électorales
Pour l'élection des députés, la commune fait partie de la première circonscription du Pas-de-Calais.

### Élections municipales et communautaires

#### Liste des maires
| Période                                  | Période                     | Identité             | Étiquette | Qualité                                                                            |
| ---------------------------------------- | --------------------------- | -------------------- | --------- | ---------------------------------------------------------------------------------- |
| Les données manquantes sont à compléter. |                             |                      |           |                                                                                    |
| 1977                                     | En cours (au 14 avril 2022) | Philippe Vanderbeken |           | Ancien agriculteur Réélu pour le mandat 2014-2020, Réélu pour le mandat 2020-2026, |

## Population et société

### Démographie

#### Évolution démographique
L'évolution du nombre d'habitants est connue à travers les recensements de la population effectués dans la commune depuis 1793. Pour les communes de moins de 10 000 habitants, une enquête de recensement portant sur toute la population est réalisée tous les cinq ans, les populations de référence des années intermédiaires étant quant à elles estimées par interpolation ou extrapolation. Pour la commune, le premier recensement exhaustif entrant dans le cadre du nouveau dispositif a été réalisé en 2008.

En 2022, la commune comptait 165 habitants, en évolution de −11,29 % par rapport à 2016 (Pas-de-Calais : −0,72 %, France hors Mayotte : +2,11 %).
| 1793 | 1800 | 1806 | 1821 | 1831 | 1836 | 1841 | 1846 | 1851 |
| ---- | ---- | ---- | ---- | ---- | ---- | ---- | ---- | ---- |
| 191  | 177  | 211  | 254  | 288  | 300  | 306  | 311  | 305  |

| 1856 | 1861 | 1866 | 1872 | 1876 | 1881 | 1886 | 1891 | 1896 |
| ---- | ---- | ---- | ---- | ---- | ---- | ---- | ---- | ---- |
| 278  | 289  | 280  | 257  | 273  | 262  | 281  | 241  | 217  |

| 1901 | 1906 | 1911 | 1921 | 1926 | 1931 | 1936 | 1946 | 1954 |
| ---- | ---- | ---- | ---- | ---- | ---- | ---- | ---- | ---- |
| 199  | 200  | 197  | 208  | 211  | 177  | 182  | 188  | 189  |

| 1962 | 1968 | 1975 | 1982 | 1990 | 1999 | 2006 | 2008 | 2013 |
| ---- | ---- | ---- | ---- | ---- | ---- | ---- | ---- | ---- |
| 173  | 162  | 154  | 144  | 136  | 153  | 148  | 146  | 195  |

| 2018 | 2022 | - | - | - | - | - | - | - |
| ---- | ---- | - | - | - | - | - | - | - |
| 161  | 165  | - | - | - | - | - | - | - |

#### Pyramide des âges
En 2018, le taux de personnes d'un âge inférieur à 30 ans s'élève à 32,9 %, soit en dessous de la moyenne départementale (36,7 %). De même, le taux de personnes d'âge supérieur à 60 ans est de 21,1 % la même année, alors qu'il est de 24,9 % au niveau départemental.
En 2018, la commune comptait 82 hommes pour 79 femmes, soit un taux de 50,93 % d'hommes, largement supérieur au taux départemental (48,50 %).
Les pyramides des âges de la commune et du département s'établissent comme suit.
| Hommes | Classe d’âge | Femmes |
| ------ | ------------ | ------ |
| 0,0    | 90 ou +      | 0,0    |
| 8,5    | 75-89 ans    | 8,9    |
| 11,0   | 60-74 ans    | 13,9   |
| 24,4   | 45-59 ans    | 21,5   |
| 24,4   | 30-44 ans    | 21,5   |
| 11,0   | 15-29 ans    | 13,9   |
| 20,7   | 0-14 ans     | 20,3   |

| Hommes | Classe d’âge | Femmes |
| ------ | ------------ | ------ |
| 0,5    | 90 ou +      | 1,6    |
| 5,6    | 75-89 ans    | 8,9    |
| 16,7   | 60-74 ans    | 18,1   |
| 20,2   | 45-59 ans    | 19,2   |
| 18,9   | 30-44 ans    | 18,1   |
| 18,2   | 15-29 ans    | 16,2   |
| 19,9   | 0-14 ans     | 17,9   |

## Culture locale et patrimoine

### Lieux et monuments
- La source de la Kilienne dans le bois de Warlincourt où elle forme un étang devant lequel s'élève une chapelle dédiée à saint Kilien, moine irlandais arrivé en France en 645 et installé à Aubigny-en-Artois où il a été enterré.
- L'église de Saint-Kilien.
- Le monument aux morts en marbre de Belgique, en face de l'église. Inauguré le octobre 1921. Texte de la dédicace : La commune de Warlincourt à ses enfants morts pour la France.
- L'ancien presbytère, devenu la mairie.
- le trésor des Atrébates, trouvé en septembre 2010 à Warlincourt-lès-Pas[36],[37]. Ensemble de 42 pièces datant de la fin de l'âge du fer, constitué essentiellement de parures en or pour un poids total de 904,45 g. Classé œuvre d’intérêt patrimonial majeur en avril 2013.

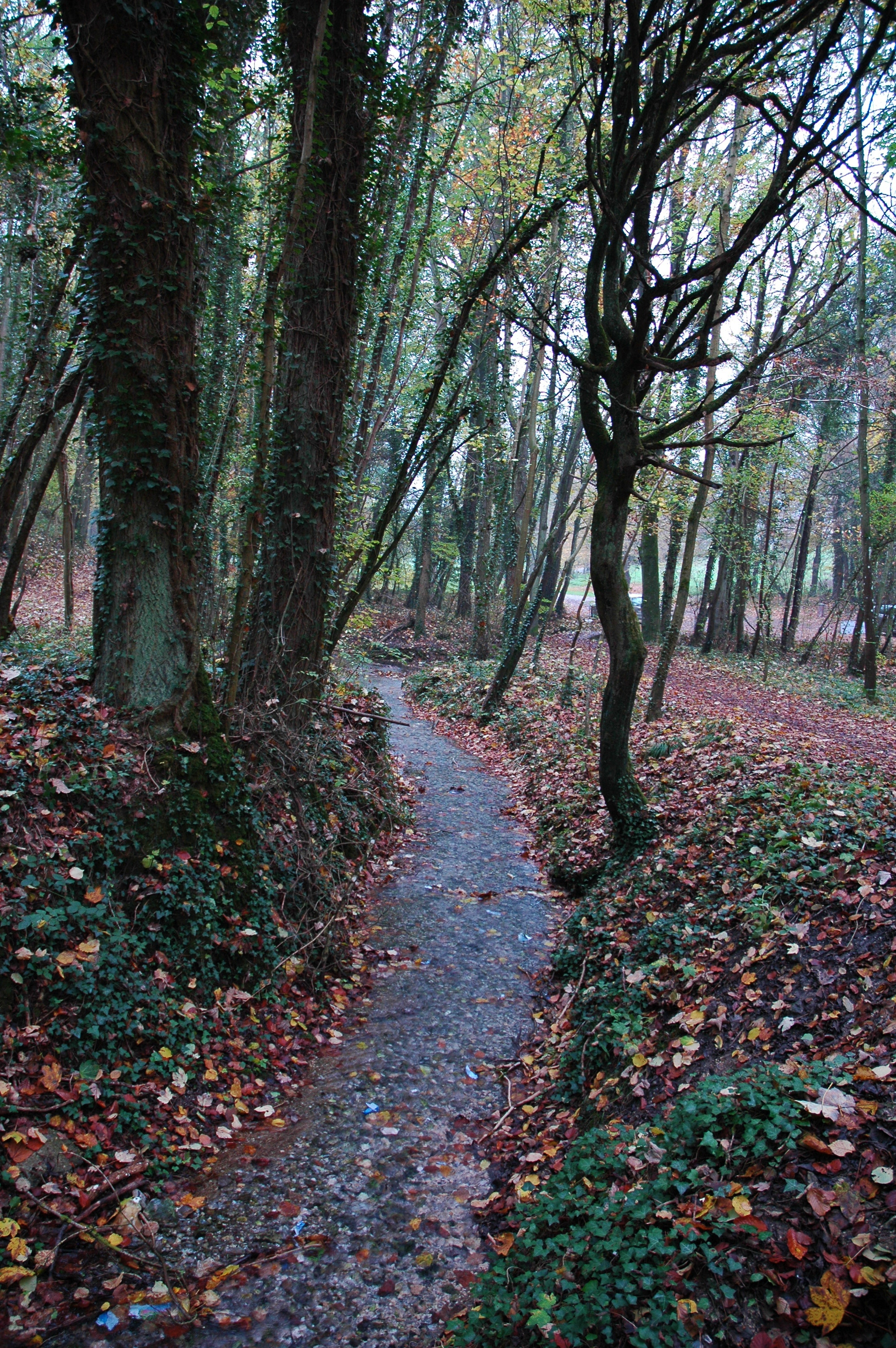
La Kilienne.
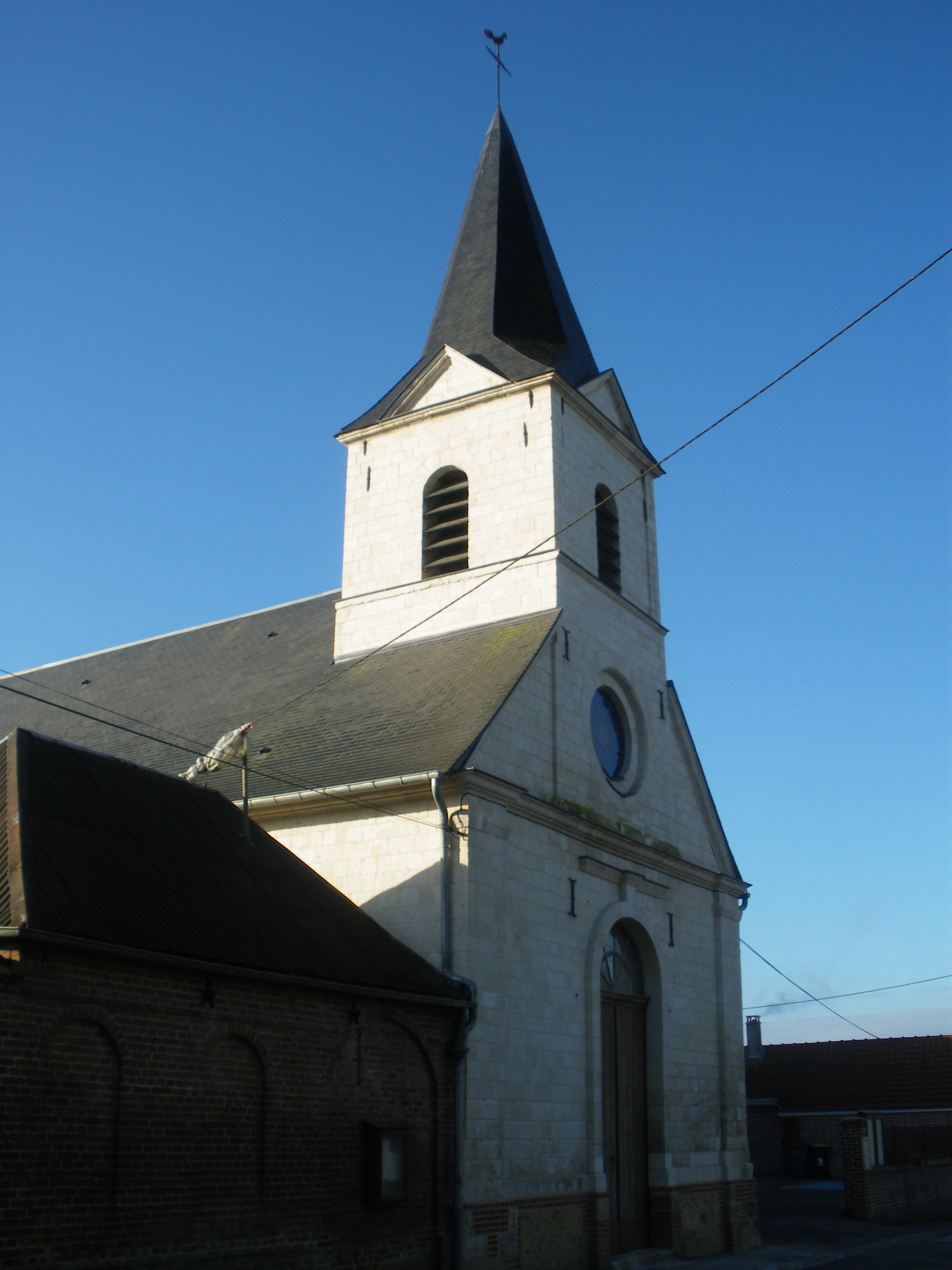
L'église.
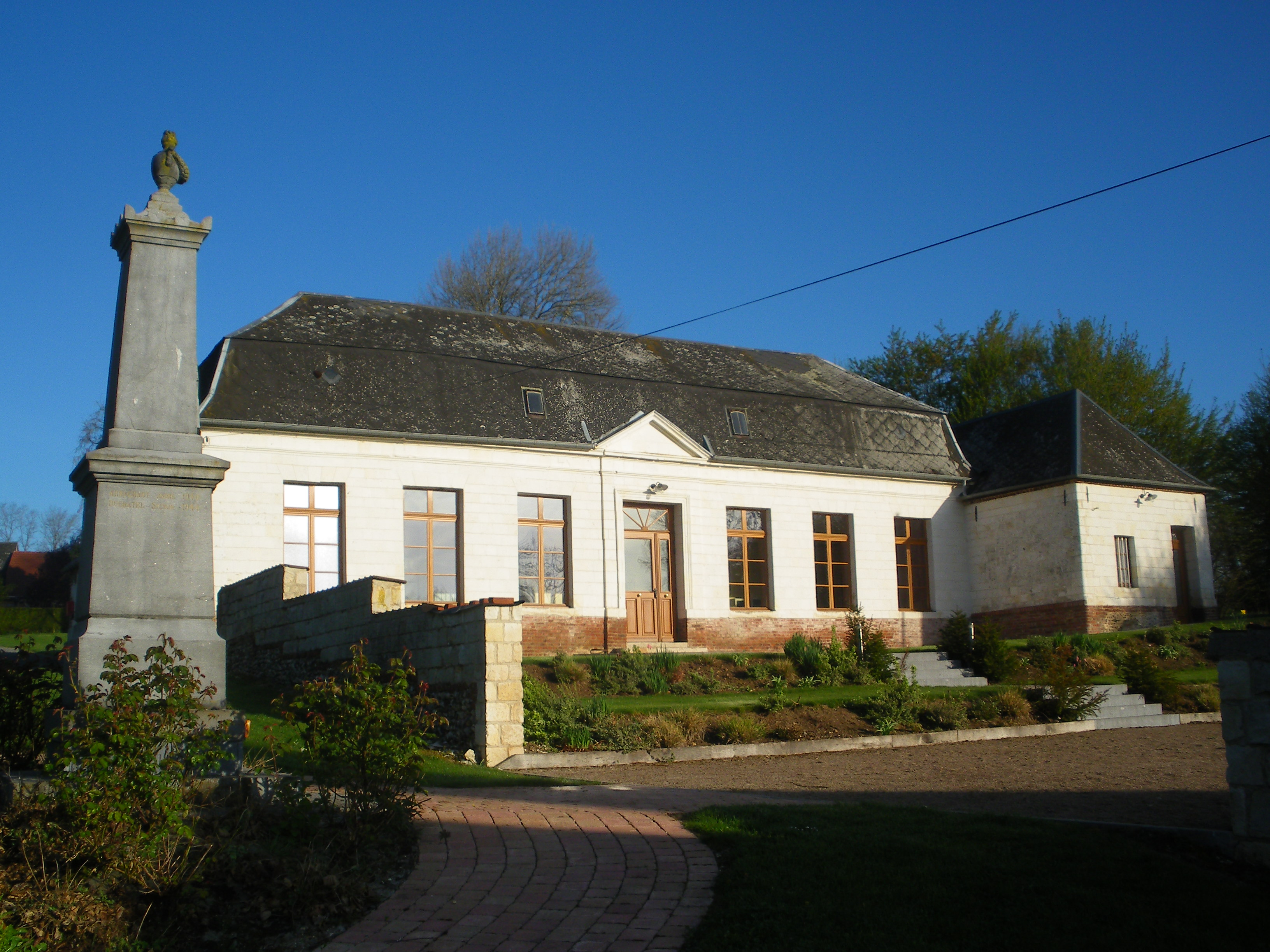
Le monument aux morts et l'ancien presbytère.

### Héraldique
| Armes de Warlincourt-lès-pas | Les armes de Warlincourt-lès-pas se blasonnent ainsi : d'azur semé de trèfles d'argent, à la fontaine d'or brochant sur le tout. |

## Pour approfondir